# Șasa (okręg Gorj)
Șasa – wieś w Rumunii, w okręgu Gorj, w gminie Dănești. W 2011 roku liczyła 355 mieszkańców.